# Besleria nubigena
Besleria nubigena är en tvåhjärtbladig växtart som beskrevs av Conrad Vernon Morton. Besleria nubigena ingår i släktet Besleria och familjen Gesneriaceae. Inga underarter finns listade i Catalogue of Life.